# Clemente Secenari
Clemente Secenari (Rieti, ... – 1384) è stato un vescovo cattolico italiano.

## Biografia
Appartenente alla nobile famiglia Secenari di Rieti, nel 1382 fu nominato vescovo dell'Aquila da papa Urbano VI al posto dello scismatico Stefano Sidonio; tuttavia, nello stesso anno, l'antipapa Clemente VII nominò alla stessa carica Berardo da Teramo, che a settembre di quell'anno fu insediato nella diocesi da Luigi III d'Angiò. Secenari fu quindi costretto all'esilio e condusse una vita contemplativa, continuando a mantenere la sua carica con fedeltà al pontefice romano; morì nel 1384.